# Pedro Balanzátegui
Pedro José Joaquín Balanzátegui y Altuna (Zarauz, Guipúzcoa, 31 de enero de 1816-Valcobero, Palencia, 6 de agosto de 1869) fue un militar y político carlista español. Dos veces alcalde de León, fue fusilado tras el fracaso del alzamiento carlista de 1869.

## Biografía

### Formación
Era hijo de Vicente Balanzátegui, natural de Mondragón y de María Josefa de Altuna, nacida en Zarauz. Su padre había sido capitán de Infantería en el Ejército isabelino y luchado contra los carlistas en la Primera Guerra Carlista. Tercero de siete hermanos, Pedro Balanzátegui comenzó su carrera militar en la Academia de Infantería. Alcanzó el grado de Capitán de Infantería en 1845, habiendo sido condecorado, en 1844, con la gran cruz de la Orden de Isabel la Católica por los servicios prestados al Ejército español. En uno de sus numerosos destinos, la ciudad de León, se casó en 1845 con Eusebia Escobar y Acebedo, Señora de Cembranos, y en 1847 pidió la excedencia del ejército para asentarse en la capital leonesa.

### Política
Su plena integración en la vida política de la ciudad hizo que, en 1857, la reina Isabel II le nombrara alcalde de León, cargo que desempeñó en dos etapas: de 1857 a 1859 y de 1867 a 1868. Bajo su mandato la ciudad experimentó notables avances, sobre todo en el campo de las comunicaciones (ferrocarril), y en instalaciones municipales.
Al ser destronada la reina Isabel en 1868, Balanzátegui comienza su lucha por la causa carlista.

### Alzamiento carlista de 1869

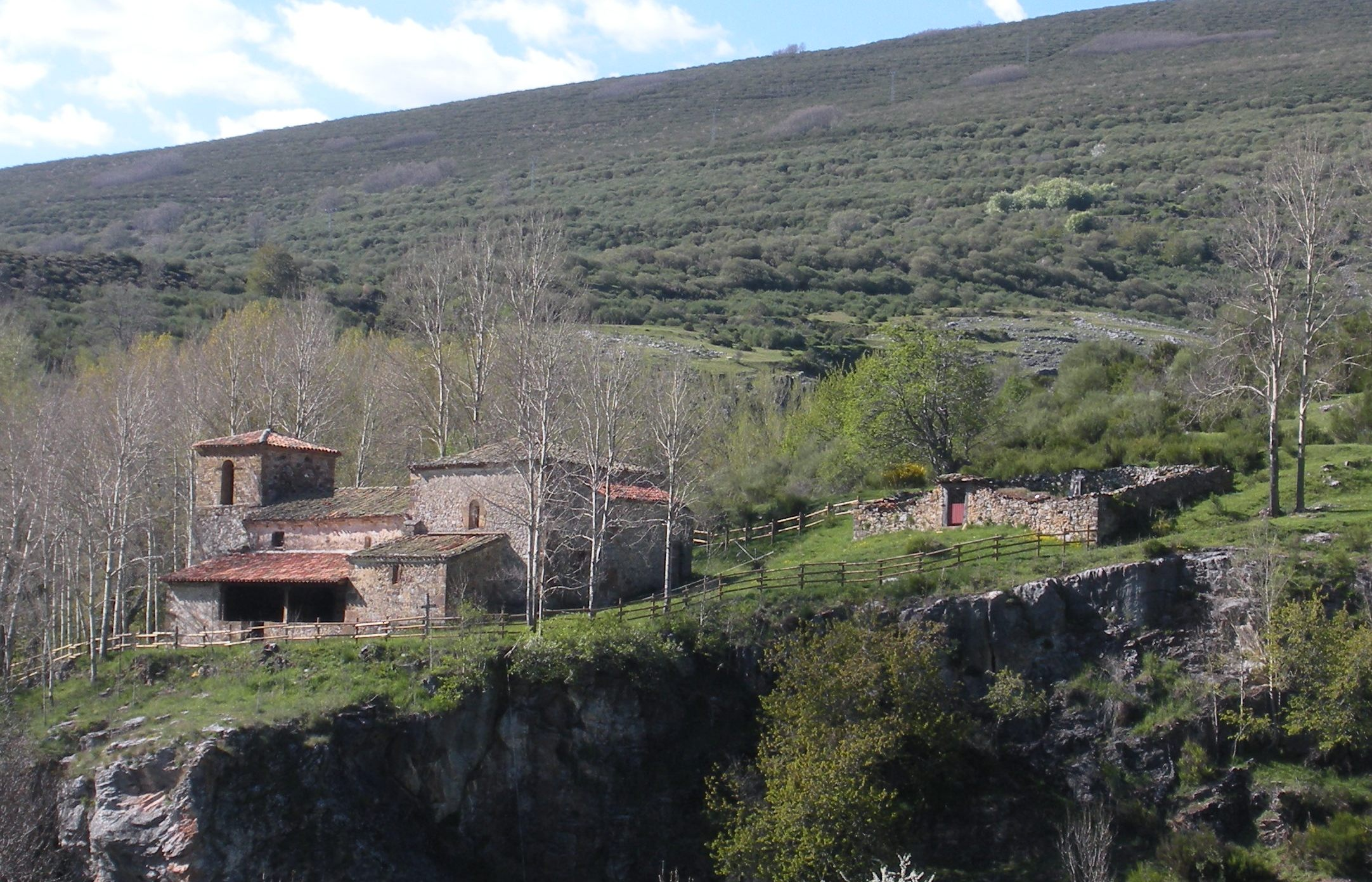
Iglesia de San Lorenzo y, a la derecha, cementerio centenario de Valcobero, en cuyas tapias fueron fusilados Balanzátegui y sus compañeros el 6 de agosto de 1869.

Como partidario de Carlos de Borbón y Austria-Este, Balanzategui lideró el levantamiento carlista en la provincia de León el verano de 1869, con el objetivo de propagarlo a las de Palencia y Santander para ayudar al movimiento en la cuna del mismo, Pamplona.
Fracasada la rebelión en Astorga, Balanzátegui comandó una marcha por la zona de Boñar, donde se fueron sumando voluntarios a la causa, entre los que se incluyó Leoncio González de Granda. Perdida ya la insurrección a nivel nacional, su columna se encontraba el 3 de agosto en la zona oriental de la provincia de León, próxima a la Montaña Palentina. Allí, enterado de que tres columnas de milicianos y guardias civiles habían emprendido su persecución, decidió internarse en la provincia palentina con el objeto de huir después a Portugal.

### Captura y muerte

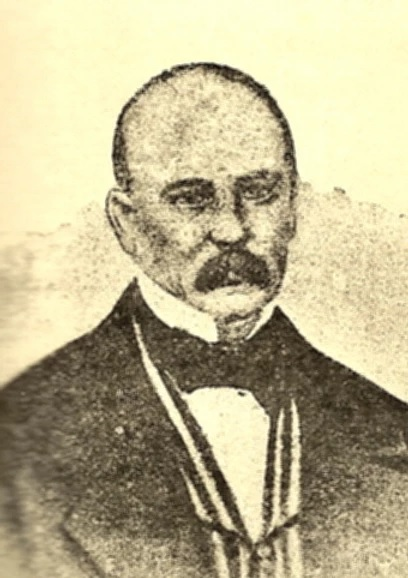
Retrato de Pedro Balanzátegui Altuna

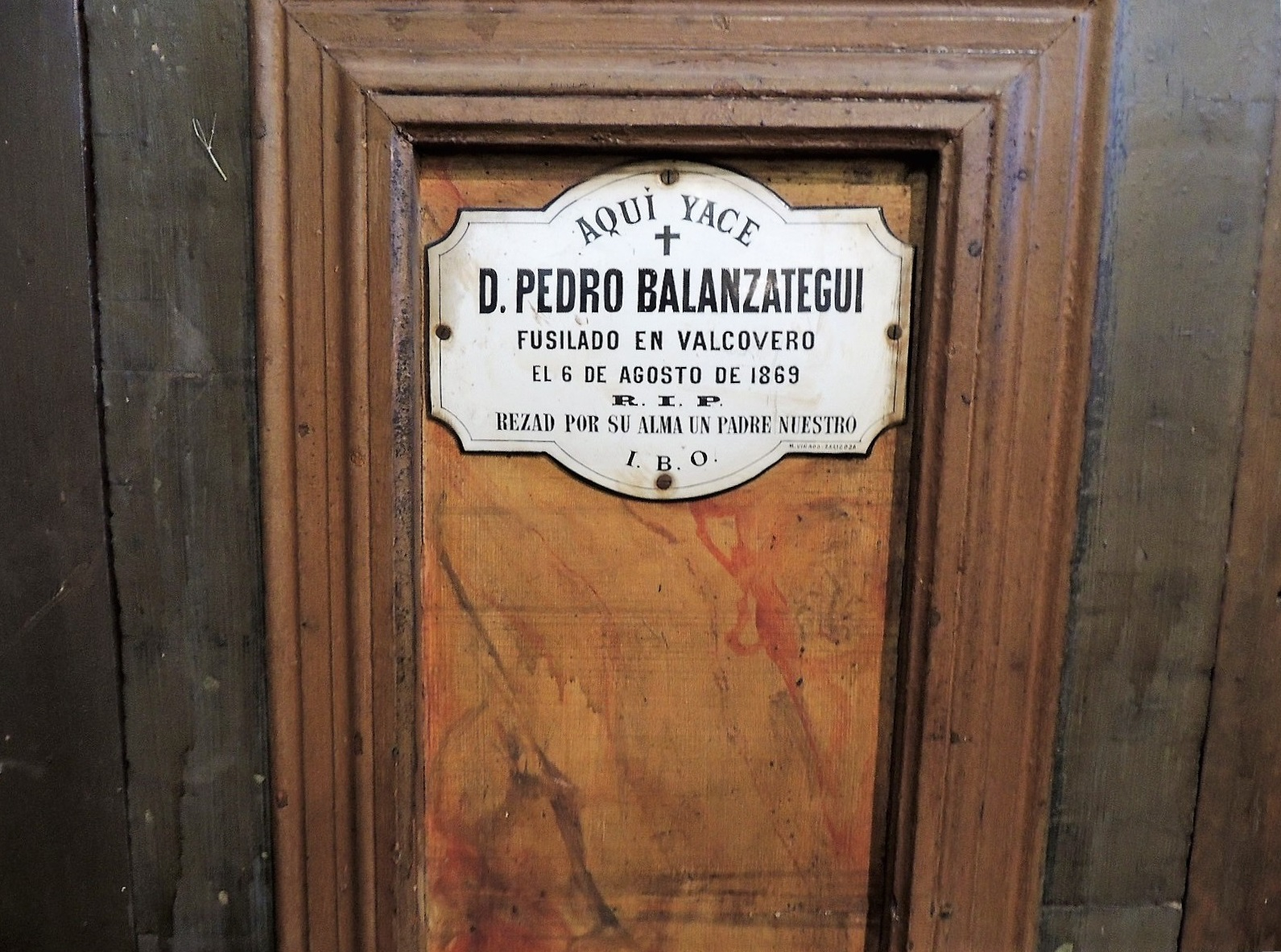
Tumba de Pedro Balanzátegui en Cembranos.

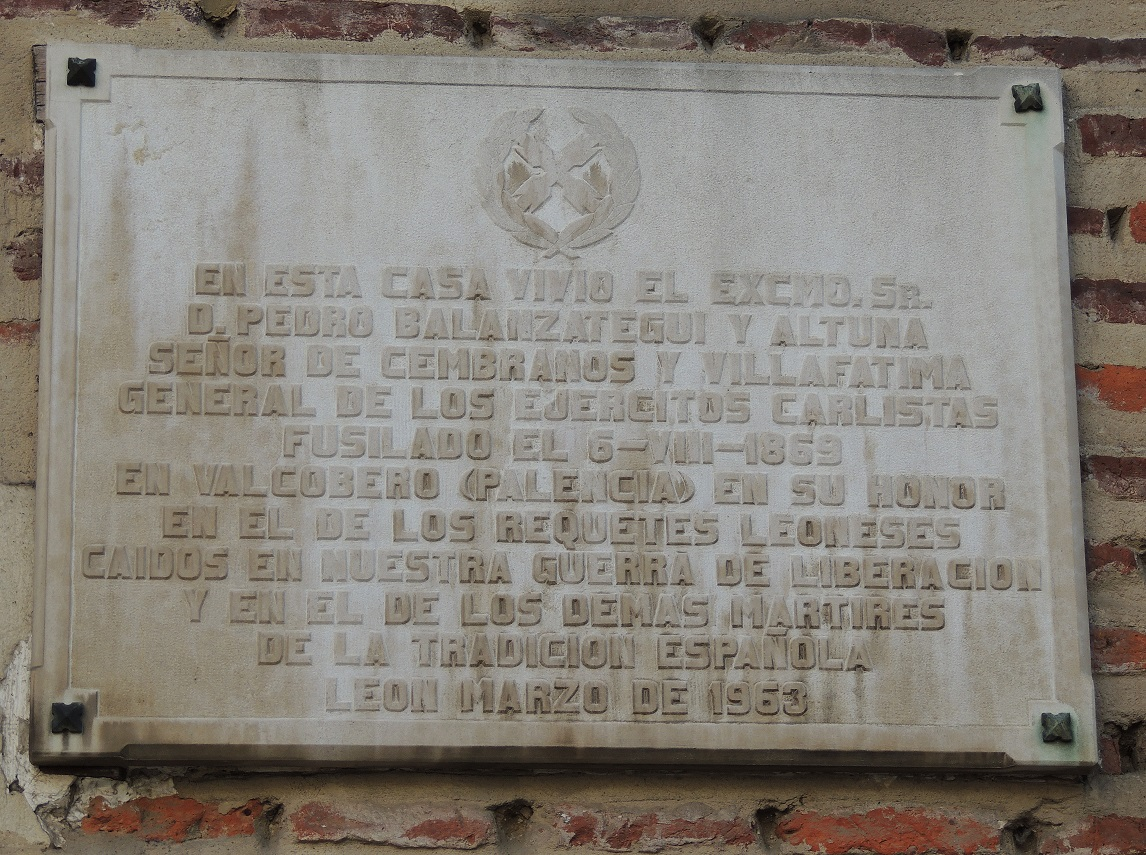
Lápida dedicada a Pedro Balanzátegui en León.

Fueron alcanzados el 4 de agosto, sufriendo su contingente serias bajas, pero con unos cien hombres consiguió llegar a Velilla de Guardo, donde sus perseguidores volvieron a sorprenderles. Del tiroteo sólo escaparon él y otros dos compañeros, que emprendieron la huida hacia las montañas. Ya de noche, tras recorrer unos 7 km, llegaron hasta la villa de Valcobero, donde el sacerdote era conocido suyo, pero allí fue apresado por las fuerzas de la Guardia Civil junto a sus compañeros de huida, y fusilados junto al cementerio al amanecer del 6 de agosto de 1869.
Antes de ser fusilado, se le permitió escribir una carta de despedida a su esposa.
Pedro Balanzátegui fue enterrado en el cementerio de Valcobero. Don Carlos escribiría una sentida carta de condolencia a la viuda, y tendría un recuerdo especial hacia él al instituir en 1895 la fiesta de los Mártires de la Tradición. En 1901 los restos mortales de Balanzátegui fueron trasladados por su sobrino Juan Balanzátegui a la iglesia parroquial de Cembranos (León), localidad en la que vivió, y fue sepultado junto con su esposa en el panteón familiar que poseían en el presbiterio de la iglesia.
Desde 1860 Balanzátegui fue cofrade de la leonesa cofradía del Milagroso Pendón de San Isidoro, al igual que su hijo Rafael Balanzátegui, que militó en el carlismo y fundó un periódico en Madrid adscrito a esta causa.
En reconocimiento a su trabajo al frente del consistorio leonés, le fue dedicada a Pedro Balanzátegui una plaza en el barrio de Las Ventas de la ciudad de León. Asimismo, en 1963 requetés leoneses colocaron una lápida en su honor en la fachada del Palacio del marqués de Torreblanca, situado en la plaza de San Marcelo de León, donde tuvo su residencia familiar.
En 2010 Iñaki Sierra Charola, al parecer descendiente de Pedro Balanzátegui, donó al Museo del Carlismo de Estella cinco documentos, entre ellos la carta original que dirigió a su esposa antes de ser fusilado.